# Forum Młodych Dyplomatów
Stowarzyszenie Forum Młodych Dyplomatów (FMD) – polskie stowarzyszenie skupiające studentów i absolwentów szkół wyższych, wiążących swoje plany zawodowe z pracą w środowisku międzynarodowym. Misją organizacji jest Kreowanie i kształcenie przyszłych Liderów, którzy poprzez swoje działania zapewnią silną i stabilną pozycję Polski na arenie międzynarodowej.
Stowarzyszenie ma siedzibę w Warszawie oraz przedstawicielstwa regionalne w Katowicach, Krakowie, Lublinie, Poznaniu, Toruniu, Trójmieście, Warszawie i we Wrocławiu.

## Historia
Stowarzyszenie prowadzi działalność od 2002 roku, a od 2005 roku posiada status organizacji pożytku publicznego. Od 23 marca 2006 roku posiada status organizacji partnerskiej Rady Europy. Założycielem organizacji jest Zbigniew Pisarski.

## Działalność

### Cele statutowe
Celami statutowymi organizacji są:
- propagowanie wartości demokratycznych, dialogu międzykulturowego oraz idei zjednoczonej Europy;
- promowanie dorobku międzynarodowego w dziedzinie systemów prawnych, politycznych i ekonomicznych;
- promowanie Rzeczypospolitej Polskiej i wzmacnianie jej pozycji na arenie międzynarodowej;
- budowanie przyjaznych relacji pomiędzy Rzecząpospolitą Polską a państwami trzecimi oraz ich obywatelami;
- wspieranie młodych liderów społecznych;
- wzmacnianie roli organizacji pozarządowych w tworzeniu i realizacji polskiej polityki zagranicznej;
- wspieranie działalności organizacji i instytucji Polonii oraz Polaków za granicą;
- przeciwdziałanie wykluczeniu społecznemu oraz dyskryminacji cudzoziemców;
- organizowanie wolontariatu krajowego i międzynarodowego;
- upowszechnianie wiedzy z zakresu dyplomacji, stosunków międzynarodowych oraz polityki zagranicznej Rzeczypospolitej Polskiej;
- informowanie opinii publicznej na temat bieżących wydarzeń na arenie międzynarodowej;
- wspieranie budowy i rozwoju społeczeństwa obywatelskiego w Rzeczypospolitej Polskiej i za granicą;
- podwyższanie kwalifikacji zawodowych członków Stowarzyszenia.

### Formy działalności statutowej
Stowarzyszenie realizuje swoje cele poprzez:
- współpracę z Ministerstwem Spraw Zagranicznych Rzeczypospolitej Polskiej oraz innymi instytucjami administracji publicznej działającymi w obszarze polskiej polityki zagranicznej;
- współpracę w kraju i za granicą z instytucjami oraz organizacjami pozarządowymi o podobnych celach działania;
- współpracę ze środkami masowego przekazu w zakresie realizowanych projektów;
- prowadzenie działalności naukowej w zakresie dyplomacji, stosunków międzynarodowych i polskiej polityki zagranicznej;
- organizowanie spotkań z polskimi politykami, dyplomatami i urzędnikami, a także z korpusem dyplomatycznym akredytowanym w Rzeczypospolitej Polskiej;
- organizowanie konferencji, seminariów itp. oraz uczestnictwo w tego typu inicjatywach organizowanych przez inne instytucje i organizacje pozarządowe w kraju i za granicą;
- udzielanie porad prawnych cudzoziemcom;
- opiniowanie projektów aktów prawnych;
- udzielanie naukowych, socjalnych i okolicznościowych stypendiów;
- prowadzenie działalności integrującej członków Stowarzyszenia poprzez aktywność kulturalną, rekreacyjną i towarzyską.

### Programy i projekty
- Młodzi Obserwatorzy Wyborów (The Young Election Observers) – formowanie misji obserwacji wyborów, rekrutacja obserwatorów wyborczych oraz nadzór nad przebiegiem wyborów w różnych państwach należą do najbardziej znanych kierunków działalności Stowarzyszenia. Dotychczas obserwacje wyborów prezydenckich, parlamentarnych, samorządowych, a także referendów lokalnych i krajowych prowadzono w kilkudziesięciu państwach w ramach misji Organizacji Bezpieczeństwa i Współpracy w Europie, misji własnych (organizowanych na wzór misji OBWE) i w ramach misji organizowanych przez inne organizacje pozarządowe i międzynarodowe. Obserwacje wyborów z udziałem Forum Młodych Dyplomatów odbywały się m.in. na Słowacji, Litwie, Rosji, czy na obszarach autonomicznych i terytoriach zależnych, jak np. w Katalonii i państwach nieuznawanych np. w Somalilandzie[5]. W roku 2013 zespół obserwatorów Forum Młodych Dyplomatów tworzył misję obserwacji wyborów w Kenii[6]. W roku 2011, nakładem Stowarzyszenia Forum Młodych Dyplomatów ukazała się publikacja Sławomira Szyszki „Obserwatorzy Wyborów w Polskim Prawie i Praktyce Międzynarodowej”[7] Publikacja członka Stowarzyszenia, Mateusza Bajka pt. „Jak oszukuje się białoruskich wyborców – relacja polskiego obserwatora” stanowi jeden z najbardziej szczegółowych opisów nieprawidłowości podczas wyborów prezydenckich na Białorusi w 2015 r.[8]
- Ogólnopolski Tydzień Dyplomacji - coroczny cykl wydarzeń odbywających się przez cały tydzień na przełomie listopada i grudnia we wszystkich przedstawicielstwach regionalnych. Poszczególne edycje są poświęcone różnorodnym zagadnieniom jak dyplomacja regionalna, paradyplomatcja, zmiany klimatu czy bezpieczeństwo regionalne[9].
- Młody Korpus Dyplomatyczny – program Stowarzyszenia, uruchomiony w listopadzie 2003 roku, mający na celu przygotowanie młodych ludzi do pracy w środowisku międzynarodowym oraz utrzymywanie oraz rozwijanie kontaktów Stowarzyszenia z przedstawicielami polskiej służby cywilnej i zagranicznej, członkami korpusu dyplomatycznego akredytowanego w Polsce oraz ekspertami z dziedziny stosunków międzynarodowych. Program realizowany jest poprzez obsługę międzynarodowych konferencji oraz organizację spotkań z ekspertami i dyplomatami; konferencji, seminariów, debat itp., a także wydarzeń promujących państwa obce w Polsce i szkoleń z zakresu dyplomacji. Główne działania programu opierają się na realizacji trzech projektów: Inspiracje Kawowe, I Ty możesz zostać dyplomatą!, Klub Dyskusyjny FMD[10].
- Inspiracje Kawowe – projekt polegający na organizacji otwartych spotkań Członków FMD z przedstawicielami polskiej służby cywilnej i zagranicznej, członkami korpusu dyplomatycznego akredytowanego w Polsce oraz ekspertami z dziedziny stosunków międzynarodowych, realizowanych od października 2008 roku[11].
- Grupy Regionalne FMD – w strukturach Stowarzyszenia działają grupy tematyczne skupiające członków zainteresowanych zagadnieniami związanymi z danym obszarem świata. Obecnie (stan na 1 grudnia 2017 r.) funkcjonuje 6 grup regionalnych: Ameryka Północna, Ameryka Południowa, Azja i Pacyfik, Afryka i Bliski Wschód, Europa Środkowa i Wschodnia oraz Europa Zachodnia[12].
- Biuro Karier – serwis prowadzący bazę ofert praktyk, staży i pracy, skierowany głównie dla absolwentów studiów na kierunkach stosunki międzynarodowe, prawo, ekonomia, europeistyka, politologia i pokrewnych. Członkom Stowarzyszenia przysługuje bezpłatny dostęp do zasobów Biura Karier[13].
- Model United Nations – Forum Młodych Dyplomatów wspiera organizowane w Polsce symulacje obrad Organizacji Narodów Zjednoczonych[14]
- Akademia Młodych Dyplomatów – Program niezależnej szkoły dyplomacji, prowadzonej przez organizację pozarządową dla kandydatów z różnych państw, chcących przygotować się do przyszłej pracy w służbie dyplomatycznej lub konsularnej. Obecnie realizowany przez Europejską Akademię Dyplomacji[15].

### Współpraca z innymi organizacjami
- Organizacja Partnerska Rady Europy – Stowarzyszenie Forum Młodych Dyplomatów jest jedną z nielicznych polskich organizacji partnerskich Rady Europy, zgodnie z rezolucją Res (2003) 9, mających prawo opiniowania aktów prawnych Rady Europy oraz prawo do udziału w jej obradach[2].
- Grupa Zagranica – od 2005 roku[2].
- Forum Społeczeństwa Obywatelskiego Unia Europejska–Rosja – platforma współpracy i koordynacji działań z organizacjami pozarządowymi z Rosji i Unii Europejskiej; od sierpnia 2011 roku FMD uczestniczy w pracach III Grupy Roboczej do Spraw Społecznych / Udziału Obywatelskiego (Social Issues / Civic Participation Working Group) oraz Grupy Roboczej do Spraw Edukacji Obywatelskiej (Citizenship Education)[2].
- NGO-Networs (IVF) – sieć organizacji pozarządowych z państw Grupy Wyszehradzkiej (Czechy, Polska, Słowacja, Węgry) i państw Partnerstwa Wschodniego (Armenia, Azerbejdżan, Białoruś, Gruzja, Mołdawia, Ukraina). FMD jest członkiem NGO-Network (IVF) od maja 2012 roku[2].
- Forum Społeczeństwa Obywatelskiego Partnerstwa Wschodniego[2]